# Vitozza

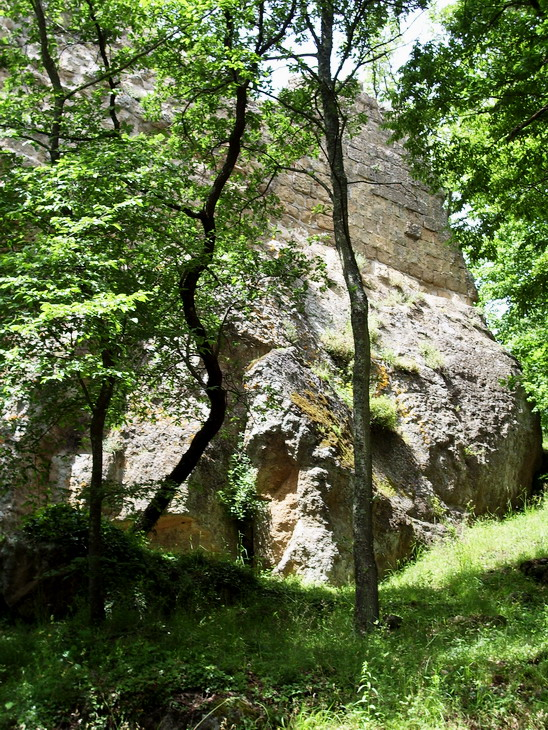
Erste Burg

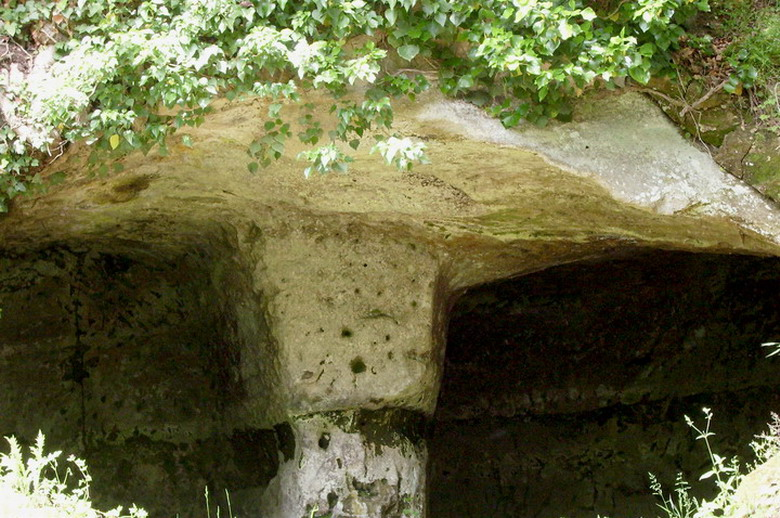
Detail einer Wohnhöhle

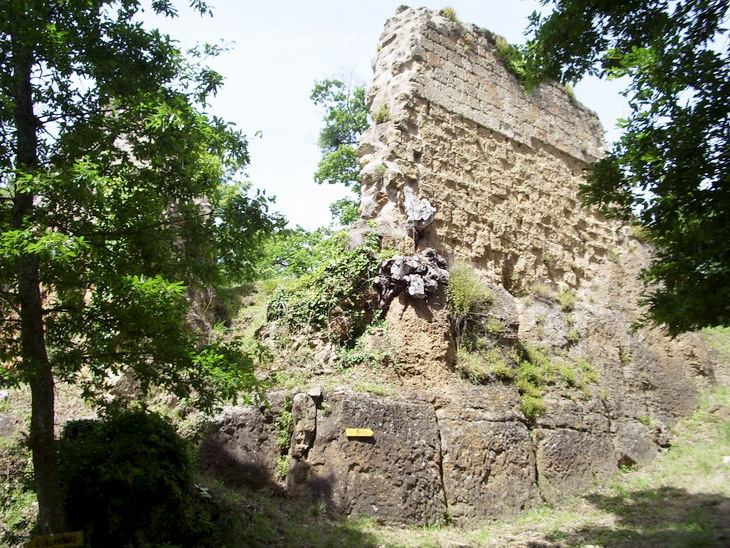
Zweite Burg

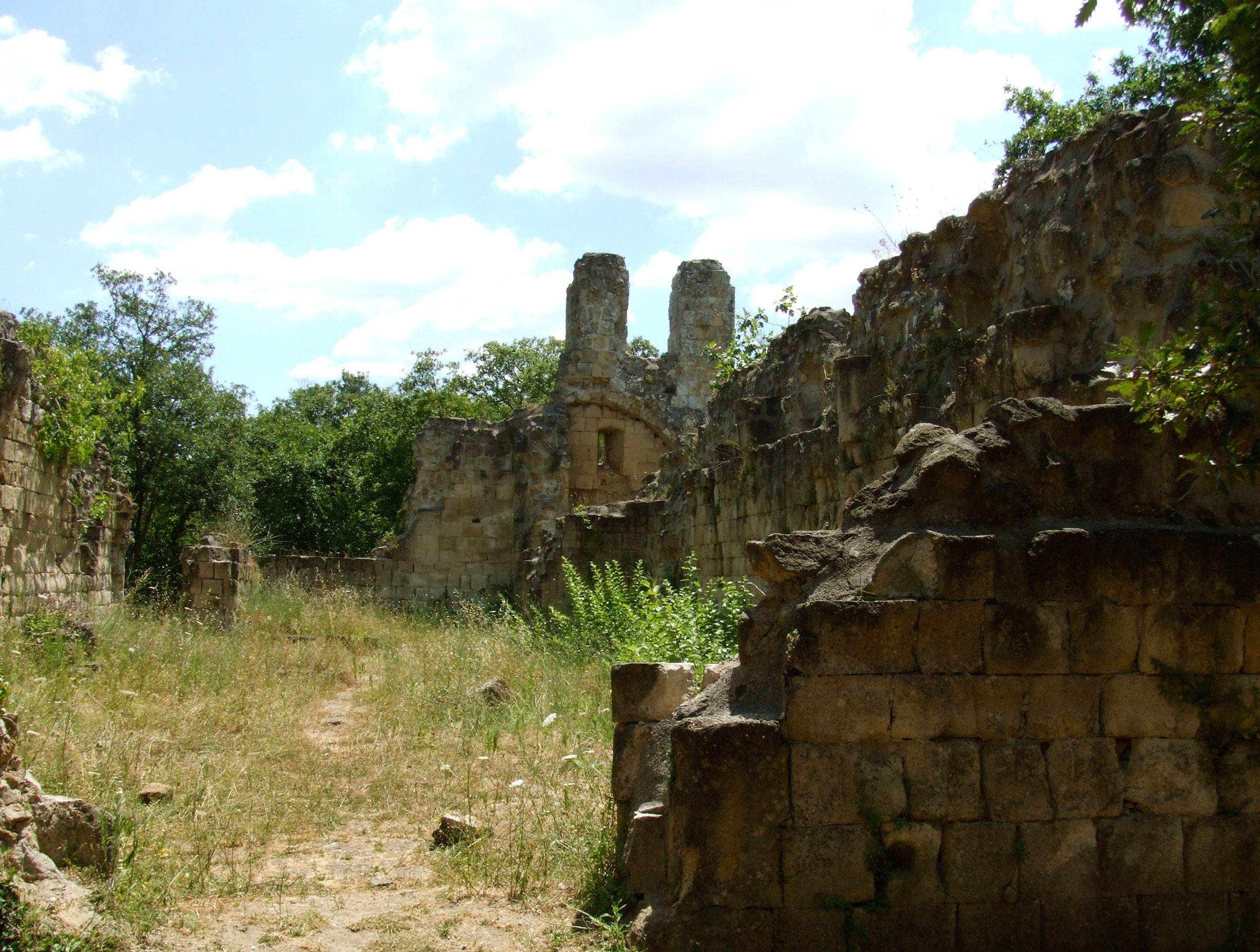
Die Chiesaccia

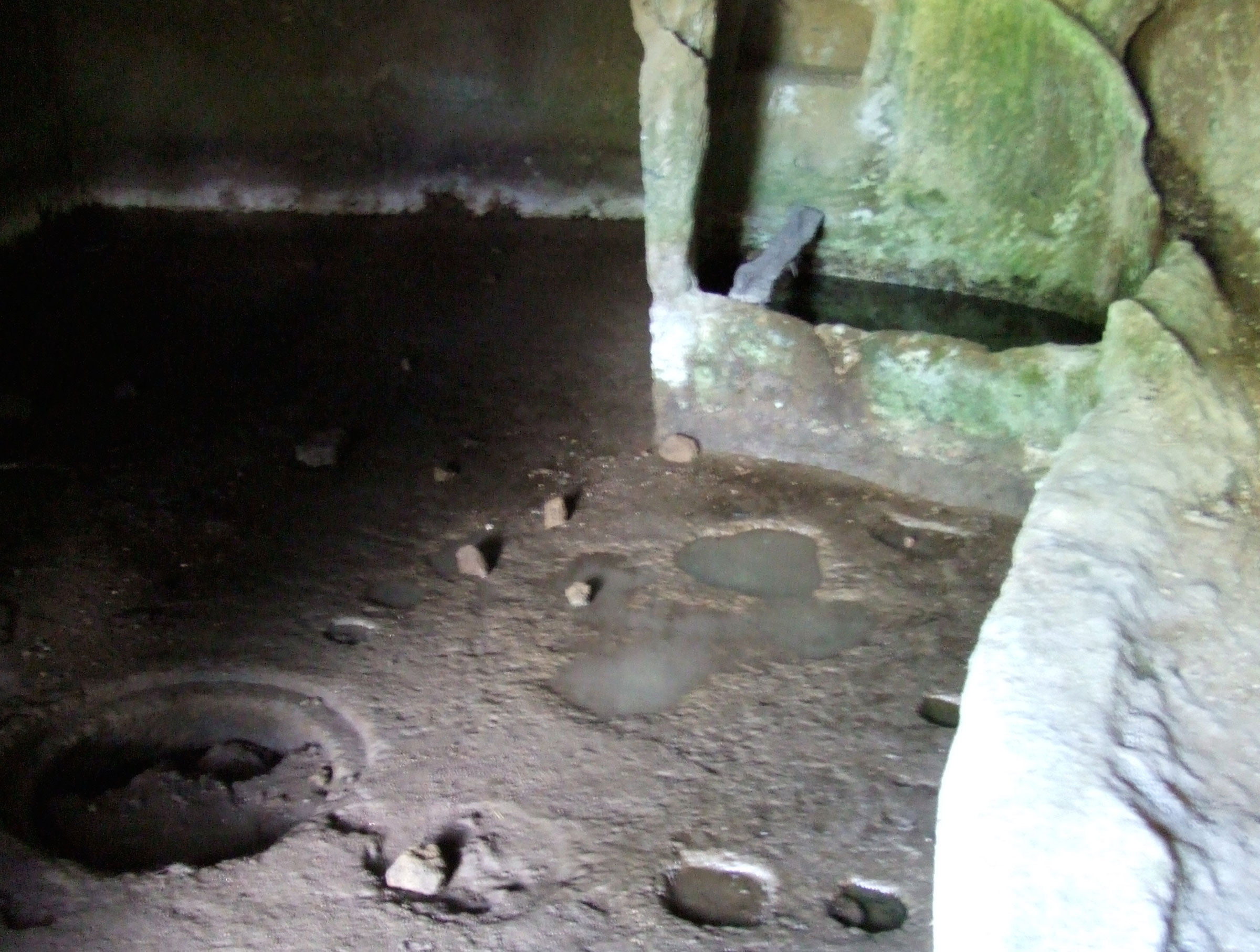
Inneres einer Höhle

Vitozza ist eine archäologische Stätte nahe der Ortschaft San Quirico in der Gemeinde Sorano der Provinz Grosseto in der südlichen Toskana in Italien.

## Geschichte
Die Siedlung Vitozza entstand im Mittelalter, wahrscheinlich ab Ende des 11. Jahrhunderts, um eine Burg der Aldobrandeschi herum, wobei die Höhlen wahrscheinlich bereits von den Etruskern und Römern bewohnt wurden.
In der ersten Hälfte des 13. Jahrhunderts kam Vitozza kurzzeitig unter die Kontrolle von Orvieto und dann der Familie Baschi, bevor die Aldobrandeschi wieder die Herrschaft übernahmen und den Ort 1274 in die Grafschaft Sovana eingliederten.
Zwischen dem Ende des 13. und Anfang des 14. Jahrhunderts wurde der Ort von der Republik Siena eingenommen und blieb bis Mitte des 15. Jahrhunderts unter ihrer Kontrolle. Später wurde Vitozza Teil der Grafschaft Pitigliano der Orsini. Später gab es aus unbekannten Gründen eine Verlagerung der Besiedlung weg von der Burg und den Verteidigungsanlagen, wodurch es zum Niedergang des Ortes kam. Der größte Teil der Bevölkerung zog nach und nach in das benachbarte San Quirico. Vitozza bestand jedoch bis Ende des 18. Jahrhunderts, als der Großherzog der Toskana die restlichen Bewohner zum Verlassen der Höhlen zwang, da er das Bewohnen von Höhlen durch seine Untertanen für nicht zeitgemäß erachtete.

## Archäologische Stätte
Im Mittelalter hatte Vitozza neben der Höhlensiedlung ein befestigtes Schloss, mindestens zwei Burgen sowie eine größere und zwei kleine Kirchen.

### Siedlung
Die Höhlensiedlung von Vitozza ist die größte und bedeutsamste in Mittelitalien. Über 200 Höhlen wurden aus dem Tuffstein geschnitten. Die Wohnhöhlen befinden sich entlang eines Pfades durch den Wald oberhalb des Tales des Flusses Lente. Sie können nach ihrer Nutzung in vier Typen eingeteilt werden:
Die erste Gruppe besitzt Tunnel mit rechteckigen Öffnungen, oft auf verschiedenen Ebenen, die über Leitern und Stufen miteinander verbunden sind. Die oberen Stockwerke dienten als Wohnraum, die unteren als Stall.
Die zweite Gruppe sind rechteckige Höhlen, die als Stall dienten.
Ein dritter Typ hat einen bogenförmigen Zugang, der zu einer runden Höhle mit umliegenden Räumen führt. In der zentralen Höhle gab es eine Futterkrippe.
Im nordwestlichsten Teil von Vitozza gibt es eine Gruppe mit dutzenden Höhlen, die als columbaria bekannt sind und wahrscheinlich aus der Zeit der Römer stammen. Sie wurden bis in das Mittelalter zur Taubenzucht verwendet, einem traditionellen Gewerbe um Sorano.

### Befestigungsanlagen
Das primo castello (erste Burg) ist eine Befestigung an dem durch die ganze Siedlung führenden Hauptweg. Der besteht aus großen Tuffblöcken. Der Hauptweg führt durch eine Tür der Burg hindurch. Reste der Burg sind auf beiden Seiten des Weges erhalten. Auf der Nordseite war das Gebäude von einem Burggraben umgeben.
Das secondo castello (zweite Burg) ist eine Befestigungsanlage am Weg zu den Taubenschlägen und der Quelle des Flusses Lente. Sie liegt auf einem Hügel rechts des Weges und ist besser erhalten als die erste Burg.
An der Nordwestseite des Plateaus nahe der Kirche befinden sich Ruinen einer weiteren Befestigungsanlage und die Reste eines Tores, das den Zugang entlang des Bergrückens absicherte.

### Chiesaccia
Die Ruinen einer mittelalterlichen Kirche, genannt Chiesaccia, befinden sich rechts des Hauptweges nahe der ersten Burg. Sie hat einen einfachen rechteckigen Grundriss mit halbkreisförmiger Apsis.